# Leptopelis ocellatus
Leptopelis ocellatus es una especie de anfibios de la familia Arthroleptidae.
Habita en Camerún, República del Congo, República Democrática del Congo, Guinea Ecuatorial, Gabón y posiblemente Angola y República Centroafricana.
Su hábitat natural incluye bosques tropicales y subtropicales húmedos de baja altitud, así como pantanos y zonas previamente boscosas muy degradadas.
Está amenazada de extinción por la pérdida de su hábitat natural.